# Barthli der Korber

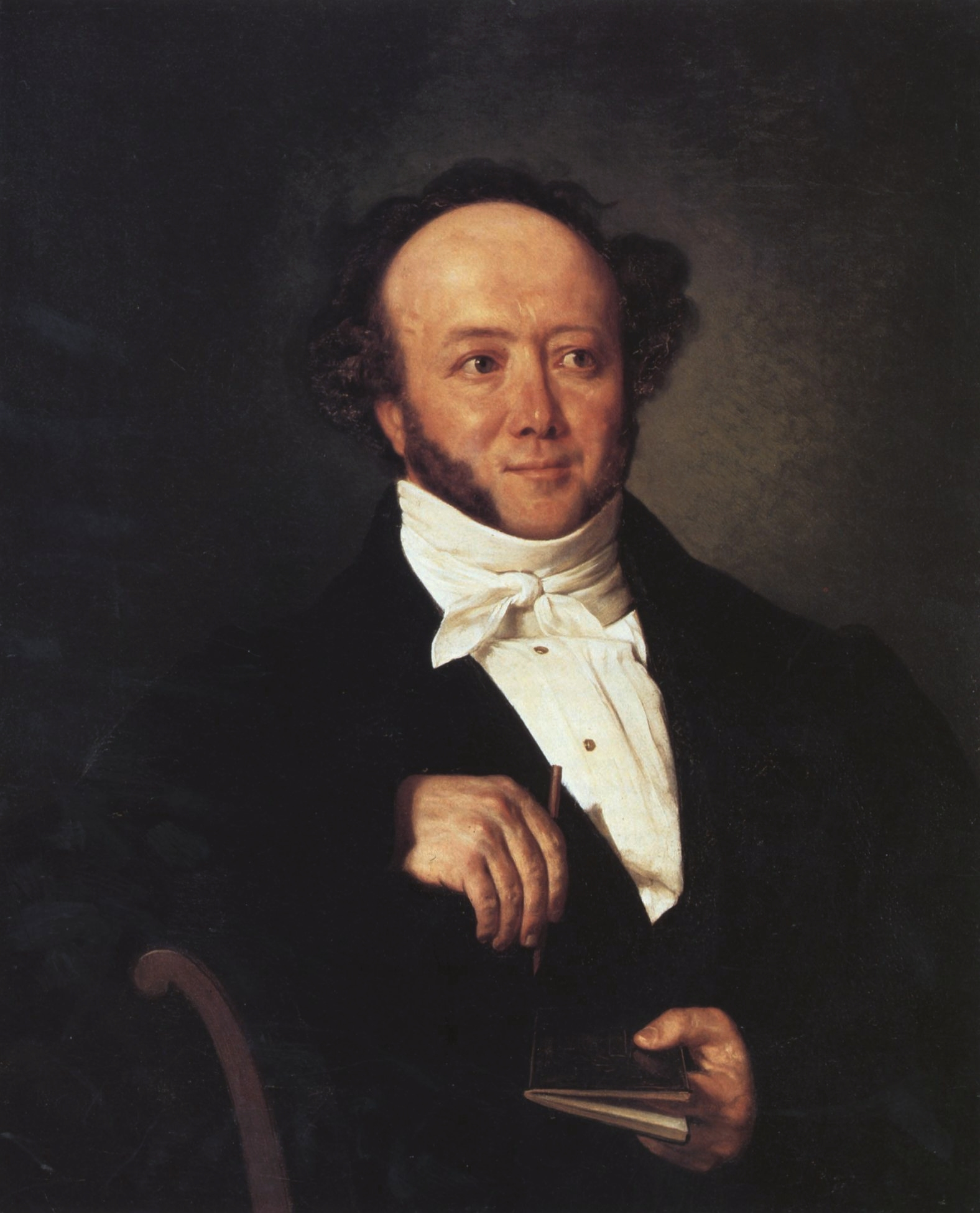
Jeremias Gotthelf um 1844

Barthli der Korber ist eine 1852 geschriebene Erzählung von Jeremias Gotthelf.
Der alte Korbmacher Barthli erteilt seiner blutjungen Tochter Züseli und deren Bräutigam Benz eine Lektion im Umgang mit Gut und Geld.

## Inhalt
Im Emmental, „kaum zwei Stunden von Bern entfernt“, wohnt der lahme Korbmacher Barthli, „ein sechzigjährig Kudermannli“, mit seiner Tochter Züseli, einem „achtzehnjährig Meitschi“, in dem baufälligen Häuschen „im rueßigen Graben“. Die Frau ist dem Korbmacher vor reichlich zehn Jahren gestorben. Das Meitschi ist Barthli „nicht bloß die Stütze, sondern auch die Blume seines Alters“. Züseli liebt ihren Benz. Barthli kann es nicht fassen – das „Bubemeitschi, nit trocke hinter den Ohren und schon einen Mann wollen, pfy Tüfel!“ Der tüchtige Nachbarsjunge will „es scharmants Meitschi“ zur Frau. Barthli möchte überhaupt nichts von dem „Lumpenkerli, wo fress für zwei,“ wissen. Ein „Tochtermann“ kommt dem sehr sparsamen Alten nicht ins Hüsli. Benz, der „Lausbub“, lässt sich nicht abschütteln.
Sparsam sind sie alle, die Bewohner des rueßigen Grabens. So lassen sie den obligatorischen Kirchgang auch einmal ganz weg mit der Begründung: „Wenn man die Sonntagskleider alle Sonntage anziehen wollte, man wäre ja alsbald fertig damit“. Barthli treibt die Sparsamkeit auf die Spitze. Der „jammersüchtige“ Korbmacher täuscht Gott und der Welt Armut vor. Als der Herrgott zur Strafe ein Donnerwetter schickt, das das Bächlein im rueßigen Graben zum fürchterlichen Strom anschwellen lässt und im Anwesen des „ausgezeichneten“ Korbmachers viel Schaden anrichtet, springen die Nachbarn „nach Landessitte“ tätig helfend ein und sparen auch nicht mit Rat. „ds Hüsli“ muss abgerissen werden. Ein neues Haus muss her. An der Spitze der Ratgeber steht sein „alter Schulkamerad“, der reiche Bauer Hans Uli. Zwar ist Barthli „eine von den glücklichen Naturen, die auf keine Einrede achten“, doch zu seinem Schulkameraden hat er ein so grenzenloses Vertrauen, dass er seinen Schatz bei ihm deponiert. Hans Uli muss Stillschweigen über den Eimer halb gefüllt mit groben Silberstücken wahren.
Schließlich wird doch mit dem Hausbau begonnen, aber Barthli bezahlt die Handwerker nicht. Benz hat sein Geld bald ausgegeben. Hans Uli kann Benz und dem Züseli auch nicht helfen. Muss er doch von dem Silberschatz schweigen. Der Bauer vertröstet das junge Paar, das von Barthli, als dieser bereits körperlich zusehends verfällt, doch noch die Heiratserlaubnis erhält. Nachdem Barthli über Nacht die Augen für immer geschlossen hat, kann Hans Uli den Mund aufmachen. Das junge Frauli und ihr Benz sind dank des halb gefüllten Eimers auf einmal zahlungsfähig.

## Zitate
- „Die Menschen sind gutmütig, doch nicht gerne lange hintereinander.“[2]
- „Jeder Narr“ hat „Freude an seiner Kappe.“[3]

## Stil
Die Lektüre ist schwer verdauliche Kost. Mitunter kann der Satzsinn aus dem hochalemannischen Berndeutsch gar nicht erraten werden. Dann muss die Sinnsuche Satzgrenzen überschreiten. Gotthelfs Humor resultiert auch aus den Metaphern (siehe unten „Gleichnisse und Bilder“). Der Ton ist volkstümlich und manche Szene sehr erheiternd. Zum Beispiel war es Barthli jahrelang gelungen, das Meitschi in Lumpen zu hüllen und vom Tanzboden fernzuhalten. Benz und das Züseli wollen aber nun das Tanzbein schwingen. So hastet der Vater mit den beiden durch Berns Gassen. Barthli hält das Meitschi ganz fest, aber Benz zerrt es dem Alten aus der Hand. Züseli kann – ohne jede Unterweisung – sofort tanzen.
Gotthelfs ruhiger, ganz unspektakulärer Vortrag passt zu den vier einfachen Menschen Barthli, Züseli, Benz und Hans Uli.

## Gleichnisse und Bilder
- Barthli vertreibt Burschen, die an Züselis Fensterchen klopfen und um Einlass bitten: „So fuhr der Alte wie eine Büchsenkugel aus dem Laufe aus der Haut durchs Fensterchen den Burschen an den Kopf.“[4]
- Im Wirtshaus. Die Wirtin „warf Benz mit ihrem mächtigen Arm in die lachenden Zuschauer hinein, daß er davonfuhr wie ein Kegel, von gewaltiger Kugel getroffen.“[5]
- Barthli versteckt sich nachts neben dem Häuschen in seinen Stangenbohnen und lauert Benz auf: Barthli „machte sich gstabelig (starr) wie ein buchenes Scheit in seinen Bohnenstecken[6] und spitzte die Ohren wie ein Has in einem Kabisplätz (Kohlbeet).“[7]
- „Barthli schlich wie eine Spinne, wenn sie eine Fliege um ihr Netz surren hört, gegen seiner Tochter Bett.“[8]
- Barthli, am Tage nach dem verheerenden Unwetter sinnend: „Er wälzte Vorsätze in seinem Gemüte, groß, wild, trüb fast wie die Wasserwogen am gestrigen Abend.“[9]
- Als Barthli in die Hochzeit einwilligt, ist es dem Züseli und dem Benz „wie es einem ist, wenn man aus dunklem Keller plötzlich in die Sonne tritt.“[10]
- Der Zimmermann, als Barthli ihn nicht auszahlen will: „An einem Fuß hätte man ihn gradaushalten können, so steif hatte ihn der Zorn gemacht.“[11]
- Als das Züseli nicht aus noch ein weiß vor Geldsorgen während des Häuschen-Neubaus: „Man hätte die Hände unter seinen Augen waschen können.“[12]
- Hans Uli über seinen eigensinnigen Schulkameraden: „Dr Alt ist doch immer der gleiche, den könnte man in einem Mörser zerstoßen von unten bis oben, er bliebe der Barthli und würde um kein Haar anders.“[13]

## Rezeption
- Heiseler schreibt über den Barthli: „So wird der Mensch als das gezeigt, was er ist: Gottes armes, reiches, wunderliches Geschöpf.“[14]
- Barthli gehört zu jenen Figuren Gotthelfs, die „mit ihrem Starrsinn, ihrem engen Horizont und ihrer schrankenlosen Egozentrik ihrer Umwelt das Leben versauern.“[15]